# Förfäras ej du lilla hop
Förfäras ej du lilla hop är inledningsraden på "Gustaf Adolfs fältpsalm", som sägs ha sjungits av Gustav II Adolf och hans här inför slaget vid Lützen 1632. Den ursprungliga tyska texten, Verzage nicht, du Häuflein klein av Johann Michael Altenburg. Översättaren är okänd. Den svenska texten har tre 6-radiga verser i Johan Olof Wallins översättning 1814.
Författarskapet är omstritt och psalmen brukar tillskrivas antingen:
- Gustav II Adolf själv[2],
- Jakob Fabricius[3], hovkaplan, med idéer från Gustav II Adolf, eller
- Johann Michael Altenburg i Erfurt efter att nyheterna från segern i Leipzig 7 september 1631 nådde honom.

Melodin är en medeltida folkmelodi med tyskt ursprung, nedtecknad 1530 i Ain schöns newes Christlichs Lyed.
Förfäras ej du lilla hop är också inledningen på en sång med text av John Appelberg från 1898.
|  |
|  |

## Publicerad som
- Nr 378 i 1819 års psalmbok under rubriken "Krigspsalmer".
- Nr 528 i Sionstoner 1889 under rubriken "Böne- och botpsalmer "
- Nr 126 i Musik till Frälsningsarméns sångbok 1907
- Nr 522 i Frälsningsarméns sångbok 1929 under rubriken "Påsk".
- Nr 464 i Sionstoner 1935 under rubriken "Frälsningens tillämpning. Trosliv och helgelse."
- Nr 508 i 1937 års psalmbok och Psalmer för bruk vid krigsmakten 1961 verserna 1-3.
- Nr 622 i Frälsningsarméns sångbok 1968 under rubriken "Påsk"
- Nr 734 i Frälsningsarméns sångbok 1990 under rubriken "Påsk".